# Лебедев, Юрий Юрьевич
Ю́рий Ю́рьевич Ле́бедев (21 января 1987, Ленинград, СССР) — российский футболист, защитник.

## Карьера

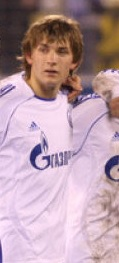
Юрий Лебедев в «Зените»

### Клубная
Воспитанник петербургского футбола. Начинал заниматься футболом в школе «Кировец», первый тренер — Андрей Быстров, затем — в школе «Смена» (тренер Альберт Дзугуров). В 2005—2007 годах играл в дублирующем составе «Зенита». В основном составе дебютировал 15 июля 2007 года в матче против «Ростова» (2:0). Вместе с командой стал чемпионом России. В марте 2008 года был отдан в аренду в клуб Первого дивизиона «Носта». В августе 2009 года на правах аренды пополнил состав «Балтики». В сезоне 2011/12 был заявлен за «Спартак-Нальчик». В феврале 2012 года вернулся в Калининград. Летом 2012 года подписал контракт с «Петротрестом». С 2013 года играл в составе белгородского «Салюта». Зимой 2014 года перешёл в петербургское «Динамо». 18 июля 2014 года пополнил ряды клуба «Луч-Энергия». В 2016 году вновь вернулся в Калининград. С 2023 года играет в МФЛ в команде "Чисто Питер".

### В сборной
Выступал за национальную команду на юниорском и молодёжном уровне. За молодёжную команду провёл 4 матча.

## Достижения
- Чемпион России: 2007
- Победитель зоны «Урал-Приволжье» Второго дивизиона: 2017/18

## Статистика выступлений
| Клуб             | Сезон            | Чемпионат | Чемпионат | Кубок | Кубок | Итого | Итого |
| Клуб             | Сезон            | Игры      | Голы      | Игры  | Голы  | Игры  | Голы  |
| ---------------- | ---------------- | --------- | --------- | ----- | ----- | ----- | ----- |
| Зенит (СПб)      | 2007             | 1         | 0         | 1     | 0     | 2     | 0     |
| Носта            | 2008             | 36        | 4         | 1     | 0     | 37    | 4     |
| Носта            | 2009             | 19        | 0         | 1     | 0     | 20    | 0     |
| Носта            | Итого            | 55        | 4         | 2     | 0     | 57    | 4     |
| Балтика          | 2009             | 11        | 1         | 0     | 0     | 11    | 1     |
| Балтика          | 2010             | 20        | 0         | 1     | 0     | 21    | 0     |
| Балтика          | Итого            | 32        | 1         | 1     | 0     | 33    | 1     |
| Спартак-Нальчик  | 2011/12          | 20        | 0         | 0     | 0     | 20    | 0     |
| Балтика          | 2011/12          | 10        | 0         | 0     | 0     | 10    | 0     |
| Петротрест       | 2012/13          | 0         | 0         | 1     | 0     | 1     | 0     |
| Всего за карьеру | Всего за карьеру | 118       | 5         | 5     | 0     | 123   | 5     |

(откорректировано по состоянию на 10 сентября 2012 года)